# Anna Orlova
Anna Orlova (* 23. August 1972 in Riga) ist eine ehemalige lettische Rennrodlerin.

## Leben und sportliche Karriere
Anna Orlova ist Polizistin und lebt in Stopiņu pagasts. Seit 1990 betrieb sie Rennrodeln und gehörte seitdem auch dem lettischen Nationalkader an. Die vergleichsweise gewichtige Athletin gehörte vor allem gegen Ende der 1990er und zu Beginn der 2000er Jahre zur erweiterten Weltspitze, konnte aber aufgrund der Dominanz deutscher Rennrodlerinnen nie ein Weltcuprennen in der Einzeldisziplin gewinnen. Besonders gute Leistungen zeigte sie meist auf ihrer Hausbahn in Sigulda. So belegte sie in der Saison 1999/2000 in Sigulda den dritten Rang und wurde Siebte des Gesamtweltcups. Zwei Jahre später konnte sie hinter Silke Kraushaar sogar Zweite werden. 2002/03 war wiederum ein dritter Rang bestes Ergebnis, das sie in Lillehammer erzielte. Zudem war sie erneut Siebte der Gesamtwertung, in der folgenden Saison sogar Sechste. In der Saison 2004/05 konnte Orlova in Sigulda erneut Zweite hinter Kraushaar werden. Ihren einzigen Weltcupsieg erreichte sie zu Beginn der Saison 2005/06 im Rahmen eines Mannschaftswettbewerbs in Sigulda.
Orlova nahm an sechs Olympischen Winterspielen teil und ist damit zusammen mit Ilmārs Bricis lettischer Rekordhalter. Bei den Olympischen Winterspielen 1992 in Albertville wurde sie Elfte. Zwei Jahre später in Lillehammer wurde sie Neunte, 1998 in Sapporo 13., 2002 in Salt Lake City erneut Neunte. Ihr bestes Ergebnis erreichte sie als Siebte bei den Spielen 2006 von Turin. Bei den Olympischen Spielen 2010 in Vancouver erreichte sie den 13. Platz.
Der größte Erfolg der Lettin war der Gewinn der Silbermedaille im Teamwettbewerb bei den Rennrodel-Weltmeisterschaften 2003 in Sigulda. Weitere gute Platzierungen erreichte Orlova als Siebte 2004 in Nagano und als Achte 2005 in Park City. Bei Europameisterschaften war der Gewinn der Goldmedaille in der Teamstaffel 2010 in Sigulda ihr größter Erfolg.

## Erfolge

### Weltcupsiege
Teamstaffel
| Nr. | Datum        | Ort     | Bahn                           |
| --- | ------------ | ------- | ------------------------------ |
| 1.  | 6. Nov. 2005 | Sigulda | Rennrodel- und Bobbahn Sigulda |